# Corenne
Corenne (en wallon Côrinne) est une section de la commune belge de Florennes située en Wallonie dans la province de Namur.
C'était une commune à part entière avant la fusion des communes de 1977.

## Géographie
Le village de Corenne est situé dans une cuvette, légèrement plus haut que le point bas, et les routes qui y aboutissent sont toutes en pente vers le village.
Le territoire communal s'étend d'une manière assez compacte, dans un rayon de 1 500 m. en moyenne autour du centre.
- Le chef-lieu de canton est Florennes situé à 5 km Ouest.
- Le chef-lieu d'arrondissement est Philippeville situé à 15 km S-O.
- Le chef-lieu d'arrondissement judiciaire est Dinant situé à 20 km E.
- Le chef-lieu de Province est Namur situé à 33 km. N.E.

Corenne est situé dans un fond, au centre d'une vaste plaine et sur la droite de la route allant de Dinant à Philippeville.
Il se situe à 2 km 500 Sud de Rosée; 5 km Ouest de Florennes; 3 km Nord-Ouest de Stave; 4 km Nord de Biesmerée; 2 km Est de Flavion.

### Relief
Les points hauts de la commune sont à 260 m d'altitude, le relief monte à 290 m.
Le point culminant se situe au lieu-dit "Point du Jour": 296 m.
Le point le plus bas est le lieu ou le ruisseau "Le Floyon" quitte la commune: 250 m.

### Hydrographie

#### Ruisseau"Jean Georges"
le principal ruisseau de la commune de Corenne s'appelle le ruisseau "Jean Georges". C'est sous ce nom qu'il figure dans l'atlas des chemins vicinaux en 1844. Il prend le nom de "Floyon" à sa sortie de la commune de Corenne. Il traverse les communes de Flavion, Ostemerée, Serville, Weillen pour ensuite se jeter dans la Molignée au pied du château de Montaigle.
Il prend sa source au "sentier de Cornelle" au pied d'un grand chêne et est ensuite alimenté par quelques sources.

#### Ruisseau d'Emptinne
Ce ruisseau, à cause de son éloignement du village, de son faible débit, de sa faible longueur, n'est pas de grande importance pour la commune.
Il prend sa source dans une prairie au nord-ouest de la commune et se dirige vers Stave ; ce ruisselet est une des sources qui alimentent la Molignée.

#### Fontaine Saint-Quentin
Cette fontaine a sa source particulière. Un bassin en pierre recueille les eaux et une voûte la surplombe et la protège, le trop-plein d'eau s'écoule dans le ruisseau "Jean Georges" à quelques mètres. Cette eau reste très froide même en été et porte le nom du patron de la paroisse.

## Évolution démographique
- Source: DGS, 1831 à 1970=recensements population, 1976= habitants au 31 décembre

## Histoire du village
Rien n'a été retrouvé jusqu'à présent à Corenne qui puisse laisser supposer que l'endroit ait été habité avant l'époque romaine. 
Vraisemblablement qu'il existait déjà une agglomération, si réduite fût-elle, le long de la chaussée romaine Florennes-Dinant. L'on y a trouvé des vestiges d'un cimetière gallo-romain au lieu-dit "Pied du Mouty", des poteries qui se trouvent actuellement au musée archéologique de Namur et des vestiges de bas fourneaux, qu’on appelle dans la région « crayats de Sarrasins » 
La première mention du nom de "Corenne" figure dans le testament qu'Arnould de Rumigny fit en faveur de ses frères peu avant son départ pour Rome en 1015 ; il fut tué au cours du voyage et ses frères attribuèrent alors ses biens à l'abbaye de Florennes qui venait d'être fondée par leur famille.
En 1018, dans l'acte d'approbation par l'empereur Henri II de la fondation et de la dotation de cette abbaye, l'église de Corenne et la dîme sont citées ainsi que l'alleu, avec ses cultures, ses prés, ses bois, deux brasseries et les serfs qui y sont attachés. Cette dotation importante restera jusqu'à la fin de l'Ancien Régime dans le patrimoine de l'abbaye.
Corenne, qui avait pour seigneur l'abbé de Florennes et pour avoué le seigneur de la localité, était terre liégeoise et relevait de la cour féodale de Florennes, mais le comte de Namur y levait certains droits en 1289. 
Nicolas de Spinois, bailli, possédait au lieu-dit "Corinne", un manoir et des terres avec des rentes. Le comte de Namur les lui racheta et les donna en fief à un certain Waltier de Corenne. On sait aussi que Thomas de Corenne, fils de Jacquier de Corenne et arrière-petit-fils de Waltier en fit relief le 10 mai 1418. Corenne dépendait du bailliage de Bouvignes.
"De toute antiquité" disait-on en 1548, certains habitants jouissaient du droit de bourgeoisie, mais ils étaient tenus à la banalité du moulin de Stave. Le village a toujours vécu de l'agriculture. Aux XVIIIe et XIXe siècles, une brasserie a été en activité, et l'on a exploité des carrières vers 1890.

## Patrimoine et folklore

### Monuments historiques

#### L'église Saint-Quentin
L'église actuelle est la troisième connue.
La première fut incendiée en 1793. Elle avait été construite par les moines qui habitaient le couvent adjacent, actuellement la ferme Henry.
Ce couvent fut construit en 1636. L'entrée de l'église était du côté de la ferme. On peut encore voir la porte enchâssée dans le mur de la remise du presbytère, mais de l'intérieur du bâtiment. Ces moines avaient accès à l'église par cette porte, tandis que les paroissiens y accédaient par le côté et passaient par la porte proprement dite de la remise. La première église était carrée, quant aux moines dont il est question ici, ils étaient des Pères bénédictins dépendant de l'abbaye de Saint-Aubin à Florennes, devenue elle aussi une ferme. Dans le chœur de l'église, se trouvait le tombeau de Thierry Brasseur, curé de Corenne et doyen de Florennes. La pierre tombale a été déplacée et dressée contre l'église actuelle, dans le jardinet du presbytère. La pierre tombale recouvrait la fosse dans le chœur du côté de l'évangile ; l'autel se trouvait à l'endroit de la cuisine actuelle du presbytère. C'est ce qui explique l'usure constatée à droite de la pierre et l'effacement partiel de l'inscription gravée. Voici la transcription de cette inscription: elle prouve que Thierry Brasseur était fortuné et qu'il a su en tirer profit dans l'intérêt de son église.
Épitaphe:
Hic Jacet Reverendus Dominus Th.
Brasseur Decanus Cone Florini
et Pastor Hujus Loci qui domum
pastoralem erexit, missam venera
bilis sacramenti fundavit haneq
ecclesiam multam decoravit
Obiit anno 1707 mensis mar die...... octavis
Comme on le voit, le jour de la mort n'a pas été déchiffré, d'autre part le (b) de bilis à la cinquième ligne n'est plus lisible non plus, mais il s'impose.
L'on peut dire que c'est l'abbé Brasseur qui a fait reconstruire l'église.
L'église en 1845 (archives pastorales de Florennes).
Elle pouvait contenir 300 personnes et appartenait à la fabrique d'église. Cette deuxième église fut construite à la place même de la première, avec l'entrée toujours du côté ferme. Elle fut allongée vers la cure. La voûte était en brique. Le long du mur séparant la ferme du presbytère, on peut toujours voir les vestiges des colonnes restées telles qu'elles étaient dans l'église. On peut donc se représenter facilement l'aire de cet édifice. Il comprenait la remise, la pelouse, le couloir extérieur et deux places du presbytère. Celui-ci était à route, formé de quatre pièces d'affilée. La sacristie de cette deuxième église se trouvait en partie dans l'arrière-cuisine et en partie à l'endroit du WC. L'autel se situait complètement dans la cure actuelle, une partie des fondations du sépulcre de l'abbé Brasseur s'y trouvait également. Quant au cimetière, il occupait l'emplacement de l'église actuelle, il entourait l'église du côté nord et était lui-même entouré d'un mur.

#### Ferme Saint-Hubert
Ensemble clôturé , construit au XVIIe siècle et elle a subi d'importantes transformations. Elle est située rue de Rosée.